# 宋愷 (華亭)
宋愷（1461年—？），字舜臣，直隸松江府華亭縣人，民籍，明朝政治人物。

## 生平
弘治二年（1489年）己酉科應天府鄉試第二十九名舉人。弘治六年（1493年）中式癸丑科二甲第六名進士。授工部主事，升员外郎，出为江西广信府知府。

## 家族
曾祖宋仁；祖父宋璿；父宋偉，聽選官。母陳氏；繼母周氏。重庆下。弟悌、槟、惇、博、性、懌、恂、忱、恒、枢